# Fouronnes
Fouronnes é uma comuna francesa na região administrativa de Borgonha-Franco-Condado, no departamento de Yonne. Estende-se por uma área de 18,57 km². Em 2010 a comuna tinha 171 habitantes (densidade: 9,2 hab./km²).